# Lijst van nummer 1-hits in Italië in 1990
Deze hits stonden in 1990 op nummer 1 in de Hit Parade Italia, de bekendste hitlijst in Italië.
| Datum        | Artiest                                 | Titel                        |
| ------------ | --------------------------------------- | ---------------------------- |
| 6 januari    | Kaoma                                   | Lambada                      |
| 13 januari   | Kaoma                                   | Lambada                      |
| 20 januari   | Kaoma                                   | Lambada                      |
| 27 januari   | Kaoma                                   | Lambada                      |
| 3 februari   | Kaoma                                   | Lambada                      |
| 10 februari  | Edoardo Bennato & Gianna Nannini        | Un' estate Italiana          |
| 17 februari  | Edoardo Bennato & Gianna Nannini        | Un' estate Italiana          |
| 24 februari  | Edoardo Bennato & Gianna Nannini        | Un' estate Italiana          |
| 3 maart      | Edoardo Bennato & Gianna Nannini        | Un' estate Italiana          |
| 10 maart     | Sinéad O'Connor                         | Nothing compares 2 U         |
| 17 maart     | Amedeo Minghi & Mietta                  | Vattene amore                |
| 24 maart     | Amedeo Minghi & Mietta                  | Vattene amore                |
| 31 maart     | Amedeo Minghi & Mietta                  | Vattene amore                |
| 7 april      | Amedeo Minghi & Mietta                  | Vattene amore                |
| 14 april     | Amedeo Minghi & Mietta                  | Vattene amore                |
| 21 april     | Amedeo Minghi & Mietta                  | Vattene amore                |
| 28 april     | Amedeo Minghi & Mietta                  | Vattene amore                |
| 5 mei        | Amedeo Minghi & Mietta                  | Vattene amore                |
| 12 mei       | Madonna                                 | Vogue                        |
| 19 mei       | Madonna                                 | Vogue                        |
| 26 mei       | Amedeo Minghi & Mietta                  | Vattene amore                |
| 2 juni       | Amedeo Minghi & Mietta                  | Vattene amore                |
| 9 juni       | Edoardo Bennato & Gianna Nannini        | Un' estate Italiana          |
| 16 juni      | Edoardo Bennato & Gianna Nannini        | Un' estate Italiana          |
| 23 juni      | Edoardo Bennato & Gianna Nannini        | Un' estate Italiana          |
| 30 juni      | Edoardo Bennato & Gianna Nannini        | Un' estate Italiana          |
| 7 juli       | Edoardo Bennato & Gianna Nannini        | Un' estate Italiana          |
| 14 juli      | Edoardo Bennato & Gianna Nannini        | Un' estate Italiana          |
| 21 juli      | Edoardo Bennato & Gianna Nannini        | Un' estate Italiana          |
| 28 juli      | Edoardo Bennato & Gianna Nannini        | Un' estate Italiana          |
| 4 augustus   | Edoardo Bennato & Gianna Nannini        | Un' estate Italiana          |
| 11 augustus  | Edoardo Bennato & Gianna Nannini        | Un' estate Italiana          |
| 18 augustus  | Edoardo Bennato & Gianna Nannini        | Un' estate Italiana          |
| 25 augustus  | Edoardo Bennato & Gianna Nannini        | Un' estate Italiana          |
| 1 september  | Francesco Baccini & Ladri di Biciclette | Sotto questo sole            |
| 8 september  | Francesco Baccini & Ladri di Biciclette | Sotto questo sole            |
| 15 september | Francesco Baccini & Ladri di Biciclette | Sotto questo sole            |
| 22 september | Francesco Baccini & Ladri di Biciclette | Sotto questo sole            |
| 29 september | Francesco Baccini & Ladri di Biciclette | Sotto questo sole            |
| 6 oktober    | Francesco Baccini & Ladri di Biciclette | Sotto questo sole            |
| 13 oktober   | Francesco Baccini & Ladri di Biciclette | Sotto questo sole            |
| 20 oktober   | Gianna Nannini                          | Scandalo                     |
| 27 oktober   | Gianna Nannini                          | Scandalo                     |
| 3 november   | Whitney Houston                         | I'm your baby tonight        |
| 10 november  | Whitney Houston                         | I'm your baby tonight        |
| 17 november  | Whitney Houston                         | I'm your baby tonight        |
| 24 november  | Whitney Houston                         | I'm your baby tonight        |
| 1 december   | Whitney Houston                         | I'm your baby tonight        |
| 8 december   | Londonbeat                              | I've been thinking about you |
| 15 december  | Londonbeat                              | I've been thinking about you |
| 22 december  | Londonbeat                              | I've been thinking about you |
| 29 december  | Lucio Dalla                             | Attenti al lupo              |